# Brossac
Brossac ist eine Gemeinde mit 453 Einwohnern (Stand 1. Januar 2022) im westfranzösischen Département Charente in der Region Nouvelle-Aquitaine.

## Lage
Brossac liegt jeweils etwa fünfzig Kilometer (Fahrtstrecke) südöstlich von Cognac bzw. südwestlich von Angoulême in der alten Kulturlandschaft des Angoumois in einer Höhe von etwa 150 m.

## Bevölkerungsentwicklung
| Jahr      | 1962 | 1968 | 1975 | 1982 | 1990 | 1999 | 2006 | 2016 |
| Einwohner | 862  | 778  | 679  | 635  | 593  | 524  | 564  | 499  |

Im 19. Jahrhundert schwankte die Bevölkerungszahl konstant zwischen 900 und 1200 Einwohnern. Infolge der Reblauskrise im Weinbau und der Mechanisierung der Landwirtschaft ist die Bevölkerung seitdem rückläufig.

## Wirtschaft
Brossac lebte jahrhundertelang von der Landwirtschaft; die Böden der Gemeinde gehören zu den Bons Bois des Weinbaugebietes Cognac, doch sind die Umsätze bei teuren Weinbränden in den letzten Jahrzehnten eher rückläufig, so dass der Weinanbau nur noch eine marginale Rolle spielt. Einnahmen aus dem Tourismus, insbesondere der Vermietung von Ferienwohnungen (gîtes), spielen seit den 1960er Jahren eine nicht unwichtige Rolle für die Einnahmen der Gemeindekasse.

## Geschichte
Auf dem Gebiet der Gemeinde ist die Existenz eines gallorömischen Landguts (villa rustica) durch Funde belegt. Die romanisch-frühgotische Kirche weist auf einen bereits im Mittelalter bestehenden Ort hin.

## Sehenswürdigkeiten

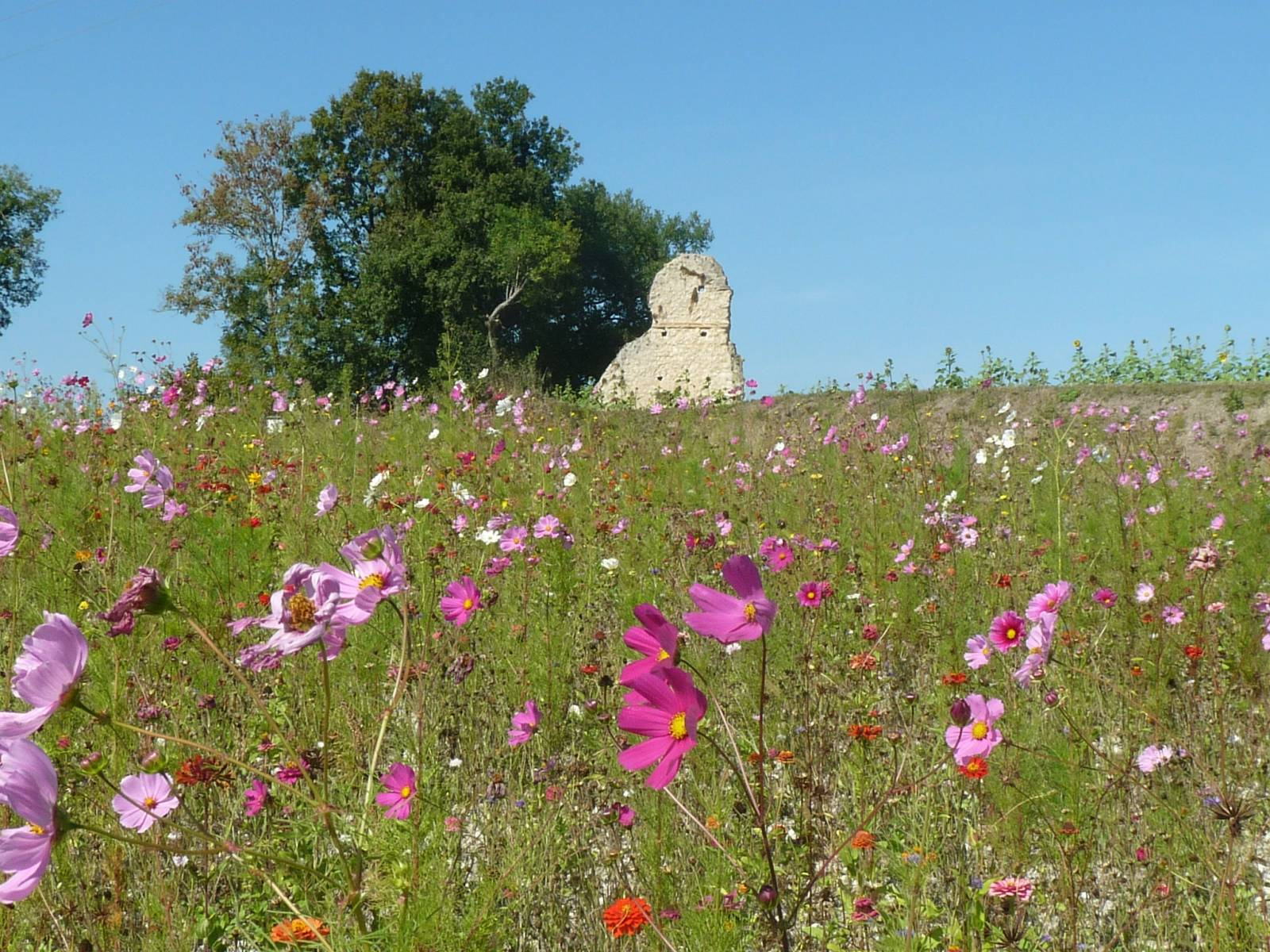
Reste der antiken Villa

- Etwa ein Kilometer östlich des Ortes befinden sich die spärlichen, aber bereits im Jahr 1278 erwähnten Mauerreste eines antiken Landgutes und eines kleinen Aquädukts. Sie sind bereits seit 1875 bzw. seit 1889 als Monument historique[1][2] anerkannt.
- Die Pfarrkirche Notre-Dame ist ein Bau des 12. bis 15. Jahrhunderts und trägt sowohl romanische als auch gotische Züge. Die Ecken der Westfassade und die hohen Wände des Langhauses sind durch Strebepfeiler verstärkt. Mehrere Treppenstufen führen hinauf zu einem nur leicht angespitzten Portal, welches von einem großen frühgotischen, maßwerklosen Spitzbogenfenster überhöht wird. Der Giebelaufsatz scheint dagegen ein Werk der Renaissance zu sein. Das einschiffige Langhaus der Kirche wird überspannt von einem gemauerten Spitztonnengewölbe mit Gurtbogenunterzügen. Die Vierung ist mit einem Kreuzgratgewölbe überspannt; dem Halbrund der Apsis sind hohe Arkadenbögen vorgestellt. Die Kirche besitzt ein spätgotisches oktogonales Taufbecken und ist seit 1985 als Monument historique[3] eingestuft.